# DenXte

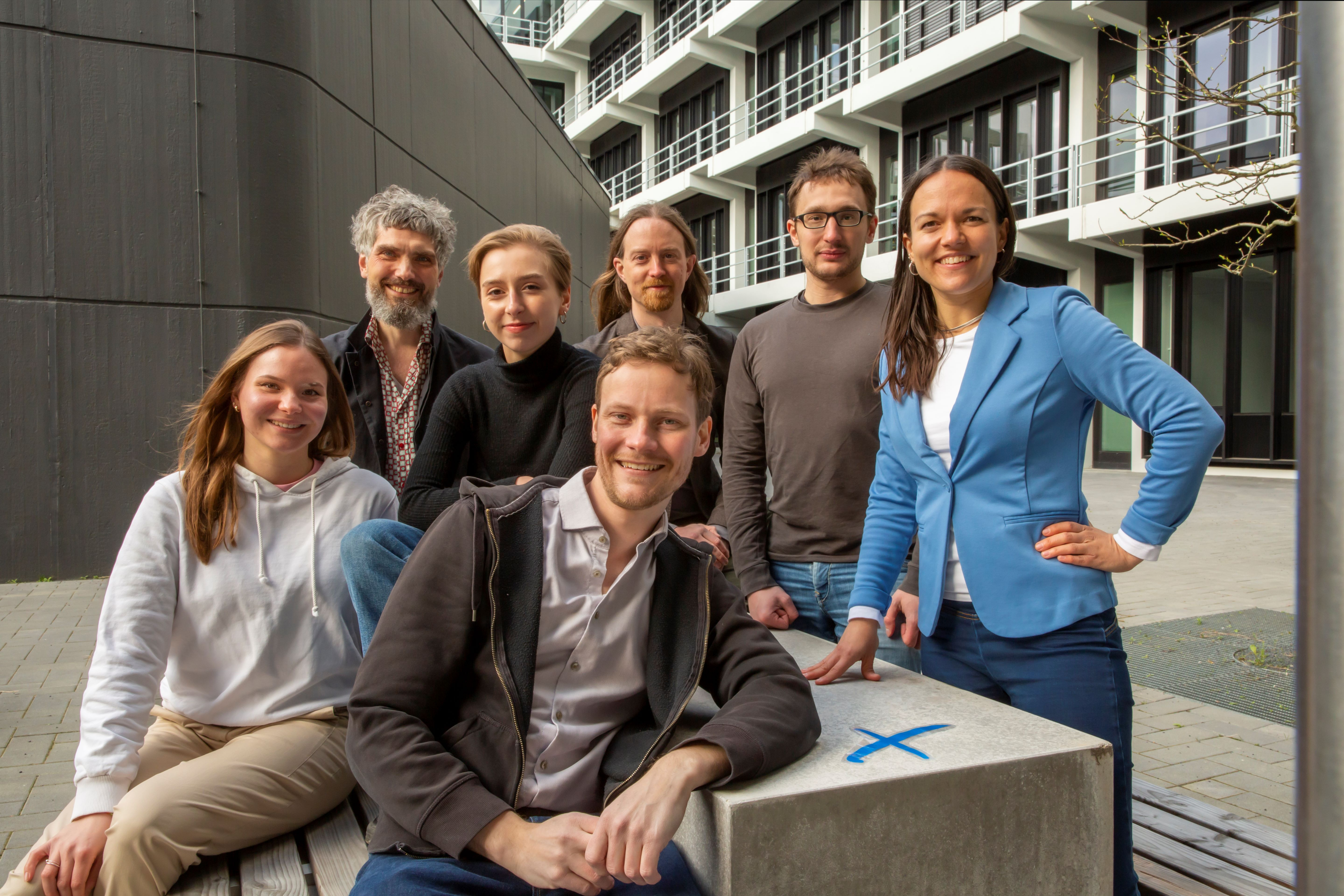
Das denXte-Team (v. l. n. r.): Berit Weiß, Markus Schrenk, Julia Frese, Christoph Sapp, David Löwenstein, David Niemann und Amrei Bahr

denXte ist ein partizipatives Public-Philosophy-Projekt, das philosophische Inhalte mittels Gedankenexperimenten an Bürger ohne philosophische Vorbildung vermittelt. Neben dem Initiator Markus Schrenk besteht das gleichberechtigt arbeitende Team aus Amrei Bahr, Julia Frese, David Löwenstein, David Niemann, Christoph Sapp und Berit Weiß.

## Konzept
Ein typischer denXte-Abend im Haus der Universität besteht, nach einer kurzen thematischen Einführung, aus der Abfrage von Intuitionen zu bestimmten Sachverhalten, über die per Smartphone abgestimmt werden. Vor dem Hintergrund des öffentlich sichtbaren, aber anonymen Meinungsbildes werden tiefergehende Aspekte der Fragestellung erläutert. Mit den nun neu erworbenen Betrachtungsweisen und Kenntnissen werden die Besucher um eine erneute Abstimmung gebeten, wobei sich die Ergebnisse mitunter deutlich unterscheiden. Gemeinsame Gespräche, zunächst im Plenum, später auch in geselligen kleinen Gruppen, runden einen denXte-Abend ab.

## Formate (Auswahl)
denXte nutzt für sein Programm verschiedene, oftmals interaktive Formate:
- Abendliche Veranstaltungsreihe im Haus der Universität (HdU) der Heinrich-Heine-Universität Düsseldorf
- mitgedacht: denXte-Podcast zu philosophischen Fragen
- Livestreams
- denXte eXtra: asynchrone Videoreihe (Kurzfilme u. a. zu den Coronamaßnahmen)
- Sonderheft des Magazins der Heinrich-Heine-Universität zum Thema Organspende

## Auszeichnungen
2022 wurde denXte der Communicator-Preis der Deutschen Forschungsgemeinschaft (DFG) und des Stifterverbands verliehen.